# Hotel Central (Lisboa)

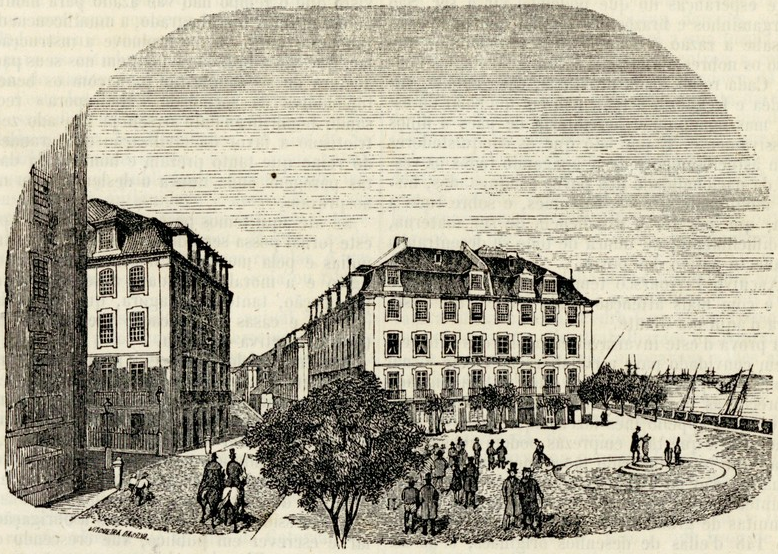
Hotel Residencial (gravura anterior a 1860).

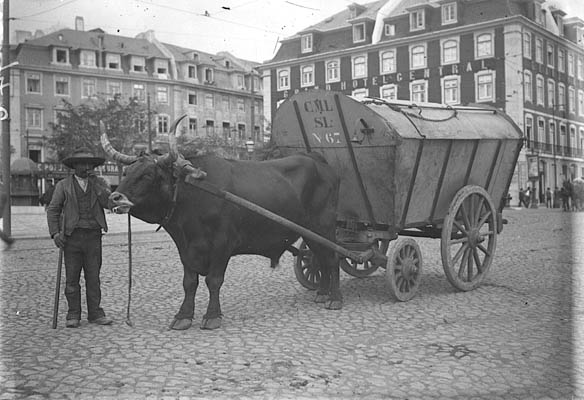
Grande Hotel Central, em fundo (foto do início do séc. XX).

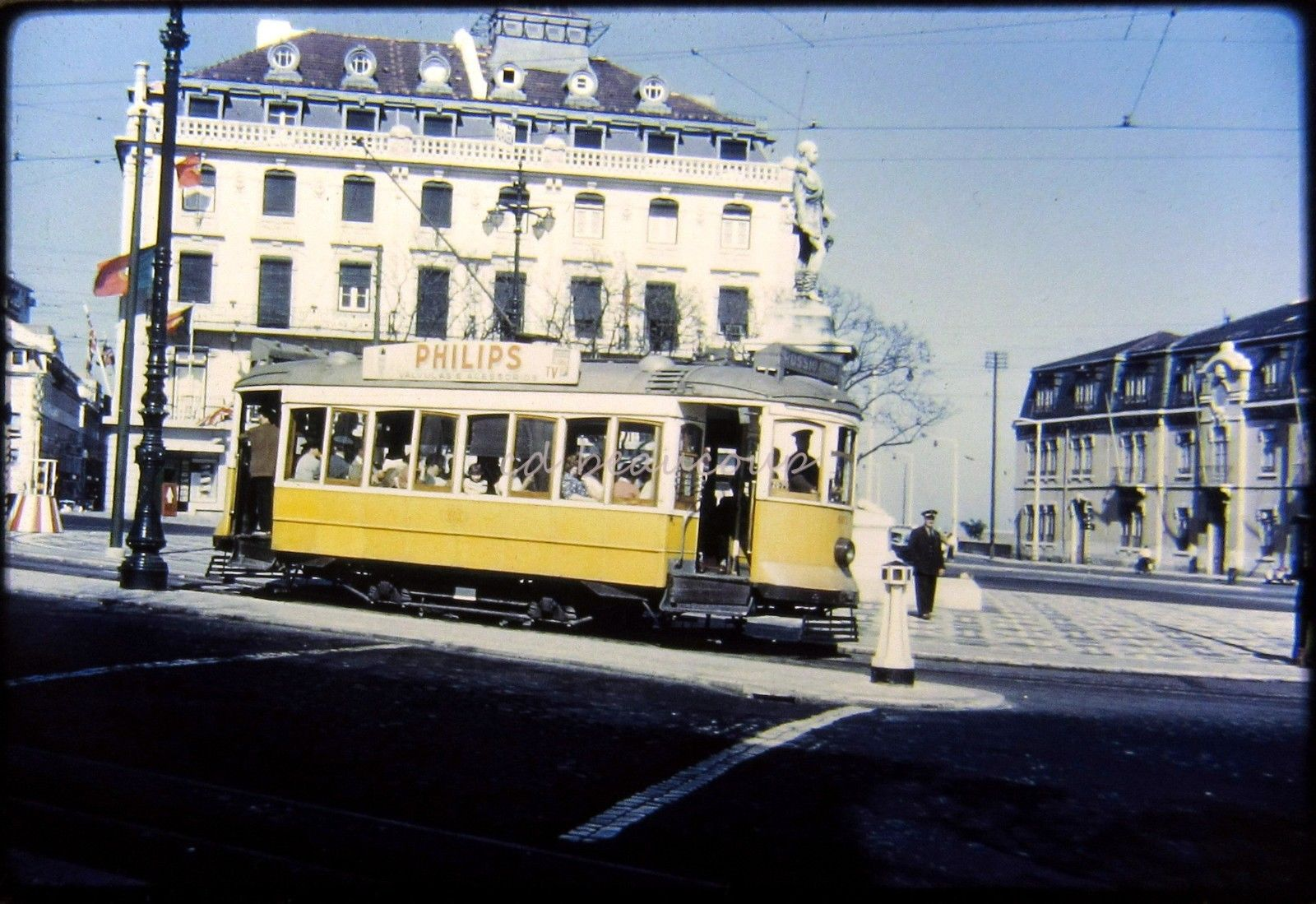
Já convertido em escritórios de companhias de navegação (foto de 1959).

O Hotel Central é um dos cenários de vários romances de Eça de Queiroz, como Os Maias, situando-se na Praça do Duque da Terceira, entre a Avenida Ribeira das Naus e a Rua do Arsenal, em Lisboa.
O jantar de Ega ao banqueiro Cohen, que ocorre neste cenário, ocupa um total de 28 páginas da obra.

## Relevância
Este edifício reveste-se de especial interesse para a acção da obra Os Maias, pois, para além de ser o lugar onde Carlos vê Maria Eduarda pela primeira vez, é também onde acontece o Jantar no Hotel Central, fundamental no delinear do espaço social queirosiano. Neste episódio, João da Ega quer homenagear o marido da sua amante e prepara um jantar com os seus amigos. O ambiente torna-se pesado pela disputa verbal entre João da Ega e o Poeta Tomás de Alencar. O primeiro defende os princípios doutrinais do Realismo e o segundo do Ultrarromantismo. Criticam também Portugal em alguns aspectos.

## Caracterização
A ambiência caracterizada por:
- Ociosidade;
- Futilidade;
- Valorização do estrangeiro;

Representa uma crítica:
- À Literatura: exageros do ultrarromantismo (Alencar) e distorção das teses naturalistas (Ega);
- Às Finanças: irresponsabilidade e incompetência do director do Banco e ao estado das finanças nacionais (Cohen);
- À mentalidade retrógrada;